# Jorge Dutra
Jorge Dutra (Horta, c. 1468 — Horta, 15 de março de 1549), frequentemente referido por Joss van Hurtere, Jobs de Hutra ou Jós de Utra, foi capitão do donatário nas capitanias da ilha do Faial e da ilha do Pico, cargo que exerceu desde 1495 até 1549. Anteriormente esta capitania esteve nas mãos de Joss van Hurtere, seu pai. Foi seguido no cargo por Manuel de Utra Corte Real.

## Biografia
Os primeiros capitães-do-donatário das ilhas Faial e Pico tiveram três filhos e oito filhas. O primogénito, também chamado Jorge d'Utra, sucedeu na capitania, que foi confirmada por D. Manuel I de Portugal, em carta passada em Évora a 31 de maio de 1509, e reconfirmada por D. João III de Portugal, de cuja Casa Real foi fidalgo escudeiro com 1000 réis de moradia, em 22 de outubro de 1528.
Durante os quase 50 anos de governo da capitania (1495-1549), parece ter-se revelado autoritário, e chegaram até aos nossos dias informações sobre uma vida familiar recheada de conflitos. Casou com D. Isabel Corte-Real, filha de João Vaz Corte-Real, capitão-do-donatário na jurisdição de Angra, ilha Terceira. Fora do casamento teve um filho, Jorge de Utra de Macedo, que se fixou nas Lajes do Pico.
Foi sepultado, de acordo com a sua vontade expressa, na ermida de São Tiago, defronte da sua morada, sobre a qual foi posteriormente construída a igreja do Colégio dos Jesuítas da Horta. A sepultura foi encontrada cerca de 1851, durante escavações efectuadas no edifício, onde então funcionava o Governo Civil do Distrito da Horta.